# 河井聡
河井 聡（かわい さとし）は、日本の歯科医師。
東京都西東京市で歯科医院を開業している。小児の口腔習癖の権威である。

## 経歴
1991年開成高等学校卒業、1997年東京医科歯科大学歯学部卒業。

## 著書

### 単著
- 『口腔習癖〜見逃してはいけない小児期のサイン』医歯薬出版、2019年6月。ISBN 978-4-263-42268-7。
- 『口腔習癖実践編〜アイコンで見える化する口腔機能の問題点』医歯薬出版、2021年7月。ISBN 978-4-263-42293-9。
- 『健全な歯列は健全な機能に宿る〜小児期から口腔習癖に対応し、健全な歯列を育もう』GC友の会、2022年7月。
- 『萌出障害〜先天欠如，歯胚位置異常，萌出遅延，過剰歯，捻転歯 臨床対応CASEBOOK』ヒョーロンパブリッシャーズ、2022年9月。ISBN 978-4-86432-074-0。

### 編著
- 『臨床の玉手匣 小児歯科篇』鷹岡竜一 監修、デンタルダイヤモンド、2023年2月。ISBN 978-4-88510-555-5。（鎌田征之・稲垣伸彦との共編著）